# Herondes Cézar
Herondes Cézar (Piracanjuba, 1945) é um crítico de cinema e cineclubista brasileiro.
Nascido em Goiás e radicado em Brasília, foi um dos fundadores do Cineclube Antônio das Mortes em Goiânia, na década de 1970.
Herondes cresceu na fazenda Dois Córregos, nos arredores de Piracanjuba. Tendo se destacado na escola primária foi encaminhado pela família para cursar o Ginásio na portentosa cidade de Morrinhos. Lá, para sobreviver, ministrou aulas particulares de violão. Teve como um dos seus alunos, o bardo local, Odair José. Professor rigoroso, Herondes suspendeu Odair por indisciplina e breguice.
De volta a Piracanjuba, Herondes trocou a música pelo cinema, após assistir a todas as exibições no cinema local de A Condessa Descalça. Tendo se espalhado pela cidade a notícia de que Herondes adquirira uma coleção de fotos de Ava Gardner foi advertido pelo padre local sobre os riscos do onanismo. Assustado com a possibilidade de vir a adquirir gonorreía, Herondes voltou sua predileção para o gênero western, tornando-se no decorrer da sua vida, em um dos maiores especialista brasileiro no assunto.
Nesse período ingressou no Banco do Brasil, como estagiário. Foi o início de uma exitosa carreira profissional. Herondes aposentou-se como quadro da direção geral, reinando no 13o. andar do Edíficio sede do Banco do Brasil, na capital Federal.
Herondes foi transferido para Goiânia em 1973. Lá, seu brilho e bagagem intelectual foi logo reconhecido pelos participantes da Arcádia Goiana. Tornou-se amigo de seus principais expoentes: Alaor Babosa, Aidoeu Aires, Álvaro de Catalão, Brasílio de Góis Feliciano, Carlos Fernandinho de Magalhães, Heleninho lindo Godoy. Passou a escrever regularmente no Planeta Diário da intelectualidade goiana, o Suplemento Cultural do jornal O Popular. Por conta de um mal-entendido tornou-se desafeto de Antônio José Mourinha, um notório escritor goiano que disputava o título de primeiro romancista modernista de Goiânia. Mourinha acreditou na intriga que dizia que Herondes, num boteco às 5 horas da manhã, dissera que Heleninho lindo é que fora o pioneiro.
Recusou o convite, sempre reiterado, para ingressar na Academia Goiana de Letras. Alegou que já havia encomendado a um artesão de Piracanjuba a confecção em bronze de seu epitáfio no qual estava escrito: Aqui jaz Herondes Cezar de Siqueira, que se recusou a ser imortal.
Apesar de sua militância literária, Herondes continuou apaixonado por cinema. Tornou-se o queridinho de um antigo funcionário da Censura Federal que se tornara professor de cinema na Universidade Federal de Goiás. Hélio Furtado do Amaral Neto, conhecido por desfilar nas ruas do centro de Goiânia com uma enorme quantidade de jornais, livros e revistas, indicou Herondes para escrever nos jornais locais. Em 1977, Herondes tornou-se crítico do semanário  TopNews, sob o pseudônimo de Nicolas Palumbo, segredo guardado a sete chaves.
Os discípulos de Helio Furtado do Amaral Neto, Herondes inclusive, passaram a organizar sessões de "filmes de arte", às sextas e sábados no Cine Rio, situado no final da Avenida 24 de Outubro, no bairro de Campinas, ali onde na ocasião, a cidade acabava. Após as sessões haviam acalorados debates no coreto situado na praça em frente ao cinema. Tornou-se célebre a explicação de Herondes para o filme Persona de Ingmar Bergman. De pé, em cima da mureta do coreto, Herondes decretou: "Bergman é puro Kierkegaard".
A partir do segundo semestre de 1977 aconteceu uma reviravolta espantosa na vida intelectual de Herondes Cezar, uma transmutação que produziu reflexos duradouros na cultura local. Muitos historiadores afirmam que a cultura goiana sofreu então o seu mais profundo abalo e que nunca mais foi a mesma. Herondes, para espanto geral, passou a ser visto na companhia de jovens cabeludos e comunistas. Junto com esse grupo pouco recomendável, Herondes Cezar de Siqueira fundou o Cineclube Antonio das Mortes, assunto hoje de teses e pesquisas acadêmicas. A intelectualidade goiana com a qual Herondes convivera até então ficou horrorizada. Ninguém entendeu porque Herondes estava colocando em risco sua carreira profissional, o futuro de sua família e mesmo sua liberdade participando de um cineclube que, como todos sabiam, nada mais era do que a ponta de lança da então proscrita UNE e um "aparelho" de grupelhos trotskistas clandestinos.
As explicações variaram. Seus amigos mais próximos disseram: "sua paixão pelo cinema o deixou cego". Outros decretaram: "Herondes sempre teve uma queda pelo comunismo. Idolatra Don Luís Buñuel e fica ouvindo o disco da trilha sonora de Deus e o Diabo na Terra do Sol. A prova disso é que batizou sua filha mais velha de Tristana e escolheu para nome do cineclube o personagem de Glauber Rocha "Antônio das Mortes"
No período que se estende de 1977 a 1980 Herondes mergulhou no Cinema novo brasileiro, no Cinema Novo alemão, na Nouvelle vague francesa e no neorealismo italiano de Roberto Rossellini e De Sica. Mergulhou também no mundo da Contracultura. Escreveu e distribuiu panfletos contra a ditadura. Decorou o Manifesto Comunista e O discurso cinematográfico. a opacidade e a transparência.
Em 1981, Herondes foi trabalhar na direção geral do Banco do Brasil. Apesar de ter se tornado um burocrata convicto, não abandonou seus interesses intelectuais. Manteve suas atividades de cinéfilo e suas investidas pelo conto regional goiano. Tornou-se amigo do poeta José Godoy Garcia, reconhecido com um dos maiores poetas goiano de todos os tempos. Convivia com os antigos camaradas do Cineclube Antônio da Mortes, agora respeitáveis professores universitários na UnB, na UFG, na UFSCar, na USP. Depois da aposentadoria Herondes criou um blog muito frequentado, "Foi mais um para o Inferno". Além de continuar, como cinéfilo costumaz, a assistir dois filmes por dia, Herondes dedicou-se à memorialistíca.
O primeiro volume da memorialistíca de Herondes Cezar de Siqueira foi Era uma vez o cinema (São Paulo, João Scortecci Editor, 1996. O volume foi saudado pelo crítica como um marco da literatura goiana.  O professor Ricardo Musse escreveu um comentário no jornal O popular, em 28 de junho de 1996, no qual dizia: "Era uma vez o cinema não tem lugar fixo na nossa habitual compartimentalização dos saberes (...) Sociologia da cultura, antropologia do cinema, essas disciplinas, porém, não dão conta de um aspecto essencial do livro, a narrativa que apresenta não apenas uma complexa elaboração literária, mas que se desenvolve enquanto tal tangenciando gêneros como a crônica de costumes e o romance histórico".  O artigo, profético, termina dizendo que "... se espera que a continuação desse livro seja uma projetada obra de memórias. Desconfio que se trata apenas de um capítulo de um romance de formação".
Em 2019, mais de vinte anos depois de Era uma vez o cinema, a autobiografia de Herondes Cezar de Siqueira veio a lume sob o título de O tacape da memória. A recepção do livro, na imprensa de Goiânia foi entusiástica. O próprio editor do Jornal Opção, Euler Europa França Bahia Belém do Pará, escreveu uma longa matéria exaltando as qualidades do livro. O cronista do mesmo jornal João Carlos Caveira de Prata dedicou um meloso artigo ao Tacape da memória. O livro, porém, foi objeto de intensas controvérsias nas redes sociais. A mais famosa delas, disseminada pelo facebook, twitter, instagram e Whatsapp foi a recepção que lhe foi concedida pelo grupo de fundadores e primeiros frequentadores do Cineclube Antonio das Mortes.